# Betonungszeichen
Das Betonungszeichen (ˈ) des Internationalen Phonetischen Alphabets (IPA) zeigt an, dass die nachfolgende Silbe die primäre Betonung (Hauptbetonung) trägt. Seine IPA-Nummer ist 501, die Unicode Standard-Nummer (UCS) lautet U+02C8.
Beispiele für die Verwendung des Betonungszeichens sind die Wörter:
- dt. Kasse [ˈkasə]
- engl. because (weil) [bɪˈkʌz] (AE)
- ital. mangiare (essen) [manˈdʒaːre]

Mit dem Apostroph (’) darf das Betonungszeichen nicht verwechselt werden.

## Aufstellung ähnlicher Zeichen
| Zeichen | Name                                                                       | Unicode-Zeichenwert |
| ------- | -------------------------------------------------------------------------- | ------------------- |
| ’       | Typografisch korrekter Apostroph                                           | U+2019              |
| '       | Ersatzzeichen des Apostrophs                                               | U+0027              |
| ˌ       | Nebenbetonungszeichen (IPA)                                                | U+02CC              |
| ´       | Akut                                                                       | U+00B4              |
| `       | Gravis                                                                     | U+0060              |
| ‘       | Typografisch korrektes einfaches schließendes Anführungszeichen            | U+2018              |
| ’       | Typografisch korrektes einfaches schließendes englisches Anführungszeichen | U+2019              |
| ‛       | Typografisch korrektes einfaches öffnendes englisches Anführungszeichen    | U+201B              |
| ′       | Minutenzeichen (Prim)                                                      | U+2032              |
| ʻ       | gedrehter Apostroph (z. B. für ʻOkina)                                     | U+02BB              |